# Dissectie (arterieel)
In de medische pathologie wordt onder dissectie een scheur in de wand van een bloedvat, meestal een slagader, verstaan. Hierdoor zal het bloed de delen van de wand scheiden en ontstaat er een vals aneurysma.
De aandoening kan aanleiding geven tot ernstige complicaties als ruptuur van het vat of afsluiting van zijtakken en daardoor ischemie.

## Voorbeelden
- Aortadissectie (van de aorta)
- Kransslagaderdissectie (van de  arteria coronaria)
- Halsslagaderdissectie (van de arteria carotis)
- Arteria-vertebralisdissectie (van de arteria vertebralis)

De beide laatste worden gezamenlijk wel cervicale dissectie genoemd.